# Arloncourt
Arloncourt (en allemand: Arelshofen; en luxembourgeois: Arelshaff) est un hameau de la commune et ville belge de Bastogne située en Région wallonne dans la province de Luxembourg. Il se trouve à 9 kilomètres au nord-est de Bastogne, sur la route RN 874 allant de Bastogne à Clervaux au Grand-Duché de Luxembourg.

## Patrimoine
- La chapelle Sainte-Lucie, qui est en fait l'église paroissiale Saint-Martin.
- La chapelle Notre-Dame de la Délivrance, qui fut le refuge de nombreux habitants durant la bataille des Ardennes.
- Une carrière à ciel ouvert d’où sont extraits des concassés de grès, en exploitation depuis 1987.